# Claude Auclair
Claude Auclair (1 mei 1943 - 20 januari 1990) was een Frans striptekenaar. Hij was vooral bekend van de reeks post-apocalyptische sciencefiction-stripverhalen Jason Muller en Simon van de rivier.
Auclair was afkomstig uit de Vendée en werkte aanvankelijk als decorbouwer in het theater. Hij werkte daarna als illustrator voor de Franse bladen Fiction en Galaxie. Daar leerde hij in 1966 Druillet en Giraud kennen, en op hun advies ging hij aan de slag bij het stripblad Pilote. Vanaf 1969 tekende hij er de strip Jason Muller. In 1970 begon hij bij het het weekblad Kuifje waar hij met scenarioschrijver Greg Het eiland van Arroyoka en De Sage van de Grizzly maakte. In 1972 volgde Simon van de rivier op eigen scenario. Hij tekende ook de strip Catriana Mac Killican met scenarist Jacques Acar voor het blad Record.
Vanaf 1978 werkte Auclair voor het stripblad (À Suivre). Hij maakte er de stripromans genaamd Bran Ruz, Een stem die van nergens komt en Hij, die in album verschenen bij Casterman. Hij hernam in 1988 nog zijn reeks Simon van de rivier, nu samen met scenarist Riondet. Het laatste deel van Hij kon hij niet afronden vanwege zijn overlijden, de laatste pagina's werden getekend door Jacques Tardi en Jean-Claude Mézières.
Het voornaamste thema uit al zijn werk is het recht om anders te zijn.

## Onderscheidingen
- 1975 : Prix Saint-Michel in Brussel voor Simon van de rivier
- 1976 : Grand Prix Phénix in Paris voor Simon van de rivier
- 1977 : Prix de la BD réaliste (Saint-Michel) voor Simon van de rivier

- Bibsys: 90157654
- Biblioteca Nacional de España: XX1098350
- Bibliothèque nationale de France: cb11889457k (data)
- Catàleg d'autoritats de noms i títols de Catalunya: 981058509018406706
- Gemeinsame Normdatei: 1027337988
- International Standard Name Identifier: 0000 0001 2022 8246
- Library of Congress Control Number: no2008033524
- Nederlandse Thesaurus van Auteursnamen: 069429316
- Istituto Centrale per il Catalogo Unico: LIGV002057
- Système universitaire de documentation: 086200364
- Virtual International Authority File: 27060200